# Johannes Casper van Beek
Johannes Casper van Beek (Berlicum, 15 april 1877 - Deurne, 7 mei 1951) was een Nederlands burgemeester
In 1912 werd hij burgemeester van Geffen en in 1917 volgde hij Klaas Laan op als burgemeester van de plattelandsgemeente Deurne en Liessel. Hij liet onder meer zijn sporen na doordat de school 'Roesbeek' naar pastoor Roes en hem genoemd werd, en zag de oude Schuivelberg in Deurne omgedoopt worden tot Burgemeester Van Beekstraat. Van Beek liet een huis bouwen op de hoek van Stationsstraat en Lage Kerk. 
Op 1 januari 1926 werd hij burgemeester van de nieuwe gemeente Deurne, een fusie van de voormalige gemeenten Deurne en Liessel en Vlierden. Hij trad in 1939 af ten gunste van Robert J.J. Lambooij (1904-1992), voormalig burgemeester van Hontenisse. Na 1939 werd hij gedeputeerde van de provincie Noord-Brabant.
J.C. van Beek en zijn vrouw Maria H.J. van den Bosch hadden vier kinderen. Van Beek was bevriend met Hendrik Ouwerling.